# Audovera
Audovera (c. 533-580) fue la primera esposa de Chilperico I, rey de Neustria.

## Biografía
Audovera tuvo cuatro hijos con Chilperico I:
- Teudeberto, muerto en la guerra en 575.
- Meroveo, casado con la viuda Brunilda y se convierte en el enemigo de su padre, el cual ordena su asesinato en 577.
- Clovis, asesinado por orden de Fredegunda en 580.
- Basina, monja, dirige una revuelta en el convento de Poitiers.

Chilperico I, decide repudiar a su primera esposa Audovera para casarse después con la princesa visigoda Galsuinda —también conocida como Galesvinta—, quien aportaría grandes riquezas al reino. Sin embargo Chilperico estaba enamorado de su amante Fredegunda, una de sus sirvientas de su primera esposa, y esta quiso hacer desaparecer de su camino a la reina.
Un día, el rey parte a las guerras, dejando a Audovera encinta de algunos meses de su cuarto hijo. Cuando nace la criatura, una niña, Fredegunda, en complicidad del obispo que va a bautizarla y gracias a la propia ingenuidad de la reina, realiza su intriga: no habiendo llegado la dama que efectuaría de madrina del recién nacido, Fredegunda aconseja a Audovera que sea ella misma la madrina de su hija para que así, cuando el rey regrese, la encuentre «dos veces madre». Lo que no se imaginaba la reina era que Fredegunda buscaba separarla definitivamente de Chilperico. De acuerdo a la ley canónica, un hombre no puede cohabitar con la madrina de su hijo. Cuando Chilperico regresa de la guerra, es avisado por Fredegunda que él ya no podría convivir con su esposa, pues ahora los unía una relación espiritual. El rey, que estaba buscando un pretexto para separarse, acepta gustoso lo sucedido; el matrimonio entre Chilperico y Audovera es declarado ilegal. El soberano invita a Audovera a que tome los hábitos como viuda e ingrese en un convento. Resignada, la reina acepta lo sucedido y se retira a un convento en la ciudad de Le Mans (565). Sin embargo, este relato muy probablemente se trata de una fábula, ya que en ese tiempo dicha práctica no estaba contemplada como incesto.
Quince años después, y tras ordenar el asesinato de la reina Galswinta, segunda mujer de Chilperico, la ahora reina Fredegunda, temerosa de que Audovera pueda recuperar el favor del rey, decide deshacerse también de ella. La exreina es estrangulada en el convento y su cadáver arrojado desde lo alto de una torre (580).